# Hubera verdcourtii
Hubera verdcourtii är en kirimojaväxtart som först beskrevs av Vollesen, och fick sitt nu gällande namn av Chaowasku. Hubera verdcourtii ingår i släktet Hubera och familjen kirimojaväxter. Inga underarter finns listade i Catalogue of Life.